# The Beach Boys Today!
The Beach Boys Today! — восьмой альбом американской рок-группы The Beach Boys, вышедший в 1965 году на лейбле Capitol Records.

## Об альбоме
По мнению критиков, этот диск положил начало артистического взросления основного композитора и автора песен группы, Брайана Уилсона. Главной чертой пластинки является то, что на первой стороне собраны песни стиля рок-н-ролл, а на второй стороне — баллады.

## Список композиций
1. «Do You Wanna Dance?» (Bobby Freeman) — 2:18
2. «Good to My Baby» — 2:16
3. «Don’t Hurt My Little Sister» — 2:07
4. «When I Grow Up (To Be a Man)» — 2:01
5. «Help Me, Rhonda» — 3:08
6. «Dance, Dance, Dance» (Брайан Уилсон/Карл Уилсон/Майк Лав) — 1:59
7. «Please Let Me Wonder» — 2:45
8. «I’m So Young» (William H. Tyrus Jr.) — 2:30
9. «Kiss Me, Baby» — 2:35
10. «She Knows Me Too Well» — 2:27
11. «In the Back of My Mind» — 2:07
12. «Bull Session with the „Big Daddy“»

## Участники записи
- Майк Лав — вокал
- Карл Уилсон — соло-гитара, вокал
- Алан Джардин — ритм-гитара, вокал
- Брайан Уилсон — бас-гитара, вокал
- Деннис Уилсон — барабаны, вокал

## Альбомные синглы
- «When I Grow Up» / «She Knows Me Too Well» (1964)
- «Dance, Dance, Dance» / «The Warmth of the Sun» (1964)
- «Do You Wanna Dance?» / «Please Let Me Wonder» (1965)
- «Help Me, Rhonda» / «Kiss Me, Baby»